# Paracles steinbachi
Paracles steinbachi är en fjärilsart som beskrevs av Rothschild 1910. Paracles steinbachi ingår i släktet Paracles och familjen björnspinnare. Inga underarter finns listade i Catalogue of Life.